# Обнажённый аромат
«Обнажённый аромат» (англ. Bare Essence) — американская телевизионная мыльная опера, транслировавшаяся на NBC в сезоне 1982—1983.
Bare Essence первоначально был запущен как мини-сериал из четырёх частей в октябре 1982 года на CBS и из-за огромного успеха в рейтингах был превращен в полноценный сериал. Сюжет в шоу развивался вокруг парфюмерной промышленности, а главную роль сыграла популярная на тот момент актриса дневных мыльных опер Джени Фрэнсис. Донна Миллз и Линда Эванс, звёзды успешных прайм-тайм мыльных опер «Тихая пристань» и «Династия» соответственно, а также Ли Грант и Брюс Бокслейтнер сыграли остальные центральные роли в мини-сериале.
Сразу после успеха мини-сериала продюсеры решили запустить полноценный сериал для NBC, но Донна Миллз, Линда Эванс, Ли Грант и Брюс Бокслейтнер не стали участвовать в нём, и их заменили менее известные Джейми Лин Бауэр, Дженнифер О’Нил, Джессика Уолтер и Эл Корли. Стиль шоу пытался подражать «Далласу» и «Династии» и в сюжет было добавлено множество других героев. NBC активно рекламировал сериал, однако рейтинги были невысоки и канал закрыл шоу после одного сезона, а клиффхэнгер в финале так и остался не решённым.